# Abrone
Abrone, figlio di Licurgo del demo di Butade (in greco antico: Ἅβρων?, Hábrōn; Atene, IV secolo a.C. – dopo il 305 a.C.), è stato un politico ateniese, membro dell'antichissimo ghenos degli Eteobutadi.
Abrone era il maggiore dei tre figli di Licurgo (lui, Licurgo e Licofrone). Dopo la morte del padre (324 a.C.) lui e i suoi fratelli furono accusati da Menesecmo, acerrimo nemico del defunto, a causa di una graphe intentata da Trasibulo, e, giudicati colpevoli, furono consegnati agli Undici e, secondo un frammento dell'orazione che Iperide scrisse a loro favore (Per i figli di Licurgo), messi in catene. Abrone e i suoi fratelli furono scarcerati dopo che Demostene scrisse dall'esilio una lettera per sostenere la loro innocenza; a difenderli fu un discepolo di Teofrasto, Democle.
In seguito Abrone ebbe un ruolo di spicco nella vita pubblica ateniese: in particolare, ricoprì la stessa carica del padre, quella di amministratore delle finanze dello Stato (in greco antico: ὁ ἐπὶ τῇ διοικήσει?), dal 310/309 a.C. al 307/306 a.C.; nel 306/305 a.C. ricoprì un'altra carica finanziaria, quella di amministratore della cassa per le spese militari (in greco antico: ταμίας τῶν στρατιωτικῶν?, tamìas tôn stratiotikôn).
Abrone commissionò al pittore Ismenia di Calcide dei dipinti, realizzati sulle pareti dell'Eretteo, che raffiguravano tutti gli Eteobutadi che erano stati sacerdoti di Poseidone (questa dignità era ereditaria all'interno del ghenos); Abrone si fece raffigurare nell'atto di passare un tridente al fratello Licofrone, visto che cedette a lui la dignità di sacerdote di Poseidone. Nello stesso posto, presso l'Eretteo, si trovavano delle statue in legno di Abrone, dei suoi fratelli e di suo padre realizzate dai figli di Prassitele, Timarco e Cefisodoto.
Non ebbe figli.